# フランクフルト証券取引所
フランクフルト証券取引所（フランクフルトしょうけんとりひきじょ、ドイツ語: Börse Frankfurt 正式名称：Frankfurter Wertpapierbörse(FWB)）は、ドイツのフランクフルト・アム・マインにあるドイツ取引所の運営する証券取引所。 
世界第10位の取引高を持つ。

## 上場

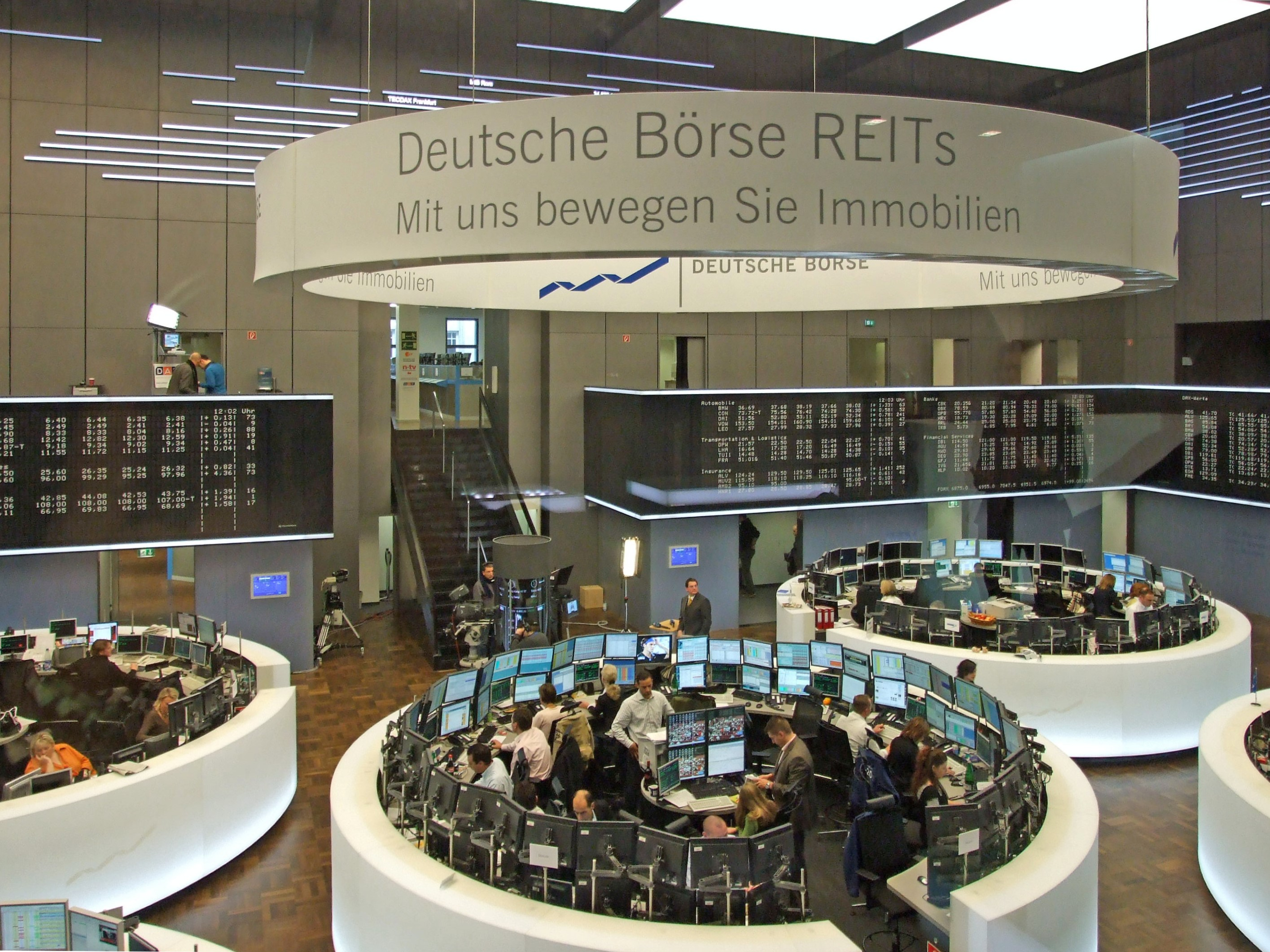
トレーディング・フロア

ドイツ国内の法律上の開示義務従い、国内市場をターゲットとした「ドメスティック市場」と、開示義務に加えて①四半期開示、②IFRS、或いは米国GAAP会計基準の適用、③年次報告書の提出、④1回/年以上のアナリスト・ミーティング開催、⑤タイムリーな情報開示、⑥英語での情報開示の6点を遵守し、グローバルをターゲットとした「プライム市場」の2つがある。
尚、ベンチャー企業向け市場の「ノイア・マルクト」は2003年廃止。

## 沿革

### 創成期
起源は9世紀にまでさかのぼり、ルートヴィヒ2世によって自由公益を取り仕切る免状が与えられている。そして、16世紀頃にはフランクフルトは経済都市へと発展していく。

### 証券取引所設置
1585年には、固定通貨為替レートをセットアップするために証券取引所が設置される。

### 現在
17世紀頃にはロンドン証券取引所とパリ証券取引所と並ぶ世界有数の証券取引所の1つにまで発展する。

## 株価指数
ドイツ株価指数（略称DAX）は、フランクフルト証券取引所で取引されるドイツのプライム市場の主要40企業で構成する時価総額加重平均型の株価指数である。数値は電子クセトラ取引システムから算出される。DAX採用銘柄に次ぐ50の企業からなるMDAXと呼ばれる指数も存在している。他に、DAXplus、CDAX、DivDAX、LDAX、SDAX、TecDAX、VDAXなどがある。

## 立会時間
通常の立会時間は土曜・日曜・取引所の定める休みを除き、平日の中央ヨーロッパ時間8:00〜20:00。日本標準時では、冬時間は16:00～翌日4:00、夏時間は15:00～翌日3:00。
クセトラでの取引は平日の中央ヨーロッパ時間9:00〜17:30に限定されている。これは日本標準時では、冬時間は17:00～翌日1:30、夏時間は16:00～翌日0:30。

## その他

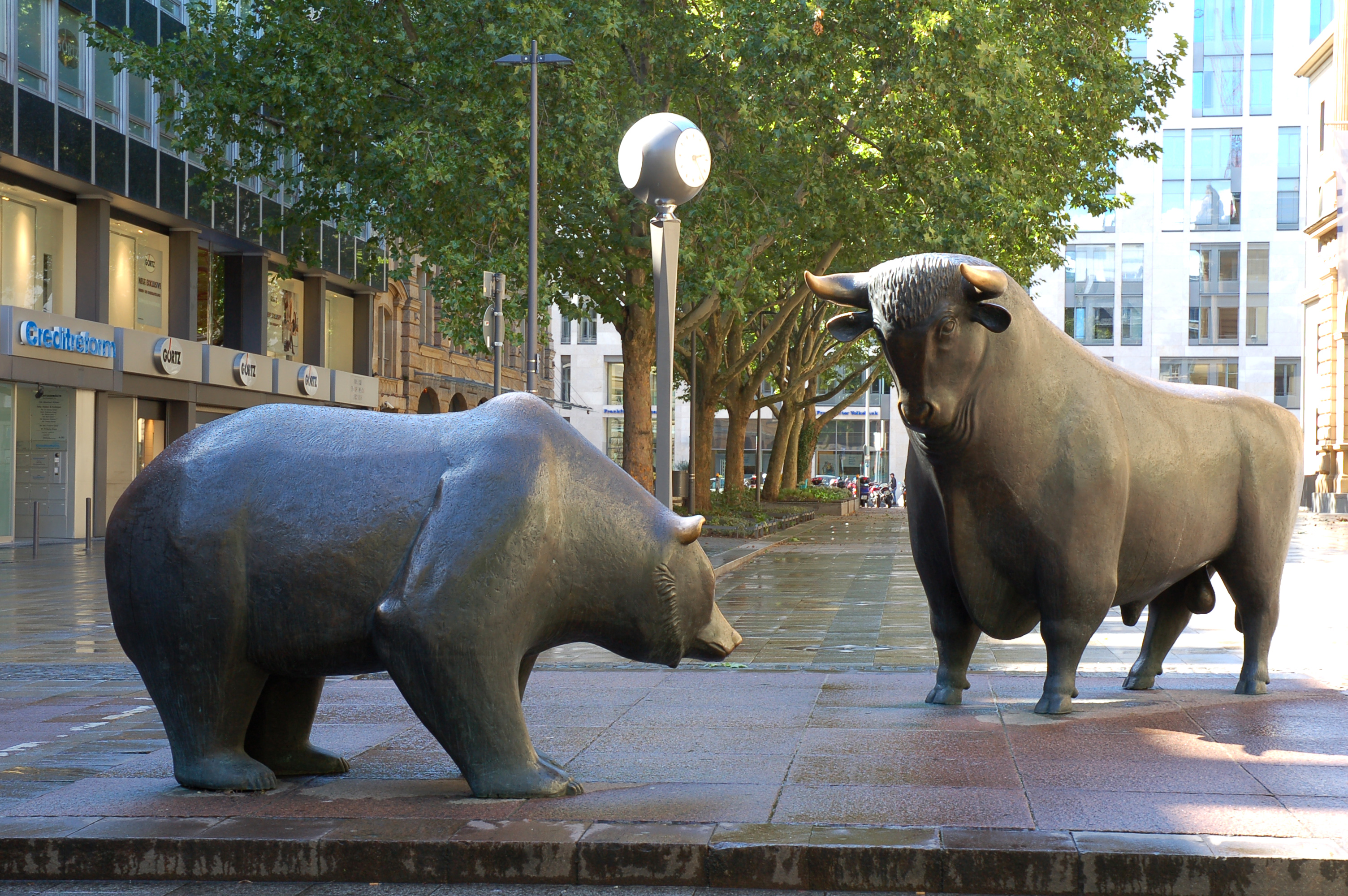
正面広場

入り口付近に雄牛と熊の像が建てられている。雄牛は上昇（高値）を象徴し、熊は下落（安値）を象徴している。